# Parafia Wniebowzięcia Najświętszej Maryi Panny w Dąbiu
Parafia Wniebowzięcia Najświętszej Maryi Panny w Dąbiu – parafia rzymskokatolicka, znajdująca się w diecezji sosnowieckiej, w dekanacie XIV – św. Macieja Apostoła w Siewierzu.